# Dalembertia triangularis
Dalembertia triangularis är en törelväxtart som beskrevs av Johannes Müller Argoviensis. Dalembertia triangularis ingår i släktet Dalembertia och familjen törelväxter. Inga underarter finns listade i Catalogue of Life.